# 嘔吐中枢
嘔吐中枢（おうとちゅうすう、英:vomiting center）とは脳幹内に存在する嘔吐運動に対する反射中枢としての機能を持つ領域。咽頭の機械受容器、胃と十二指腸の張力と化学受容器、脳幹の化学受容器引き金帯、内耳の半規管などからの求心性刺激を受け取ることにより嘔吐を引き起こす。